# (5320) Lisbeth
(5320) Lisbeth es un asteroide perteneciente al cinturón de asteroides, descubierto el 14 de noviembre de 1985 por Poul Jensen, y sus compañeros astrónomos Karl Augustesen y Hans Jørn Fogh Olsen desde el Observatorio Brorfelde, Holbæk, Dinamarca.

## Designación y nombre
Designado provisionalmente como 1985 VD. Fue nombrado Lisbeth en honor a Lisbeth Fogh Olsen, hija de Hans Jørn Fogh Olsen, en el año 1985 se estaba graduando en Astronomía en el Observatorio de Copenhague.

## Características orbitales
Lisbeth está situado a una distancia media del Sol de 3,142 ua, pudiendo alejarse hasta 3,628 ua y acercarse hasta 2,656 ua. Su excentricidad es 0,154 y la inclinación orbital 5,617 grados. Emplea 2035,15 días en completar una órbita alrededor del Sol.
Los próximos acercamientos a la órbita de Júpiter se producirán el 31 de octubre de 2025, el 12 de febrero de 2099 y el 3 de julio de 2109, entre otros.

## Características físicas
La magnitud absoluta de Lisbeth es 12,6. Tiene 16,531 km de diámetro y su albedo se estima en 0,093.